# Neste Barco à Vela
Neste barco à vela  foi a canção que representou Portugal (através da RTP) no Festival Eurovisão da Canção 1987, interpretada em português  pela banda  Nevada. A canção passou quase despercebida em Portugal.
Foi a oitava a ser interpretada na noite do evento, a seguir à canção italiana "Gente di mare, interpretada por Umberto Tozzi e Raf e antes da canção espanhola ""No estás sólo, interpretada por Patricia Kraus.  Como é habitual, conseguiu naquele certame mais uma classificação fraca para Portugal (18.º lugar, entre 22 países) e apenas recebeu 15 pontos.

## Autores da canção
A canção tinha letra de Alfredo Azinheira, música de Alfredo Azinheira e Jorge Mendes e foi orquestrada por  Jaime Oliveira.

## Letra
A canção é um elogio a Portugal. Os dois cantores (Alfredo Azinheira e Jorge Mendes) descrevem que navegam num barco muito cheio no caminho da esperança. O referido navio tinha ar de criança.